# In persona episcopi
En el catolicismo, in persona episcopi (‘en la persona del obispo’) es una expresión latina usada por la Santa Sede para indicar la unión de dos o más diócesis en la persona de un único obispo, aunque dejando inalteradas las estructuras de cada una de las diócesis (seminarios, catedrales, oficinas de curia, etc.) a excepción del ministerio episcopal, que es ejercido por un único obispo.
Es la forma más blanda de unión entre diócesis y puede tener carácter temporal. En otros casos, la unión en persona episcopi ha sido una solución de transición hacia la unión aeque principaliter o unión plena de diócesis.

## Circunscripciones eclesiásticas unidasin persona episcopi
Las sedes unidas actualmente in persona episcopi son:
- Archieparquía de Urmía y eparquía de Salmas, desde el 6 de octubre de 1930.
- Diócesis de Siros y diócesis de Santorini, desde el 29 de mayo de 1947.
- Arquidiócesis de Sens y prelatura territorial de la Misión de Francia, desde el 2 de agosto de 1996.
- Diócesis de Huesca y diócesis de Jaca (España), desde el 23 de octubre de 2003.
- Diócesis de Tivoli y diócesis suburbicaria de Palestrina (Italia), desde el 19 de febrero de 2019.
- Diócesis de Nuoro y diócesis de Lanusei, desde el 9 de abril de 2020.
- Arquidiócesis de Camerino-San Severino Marche y diócesis de Fabriano-Matelica (Italia), desde el 27 de junio de 2020.
- Arquidiócesis de Módena-Nonántola y diócesis de Carpi (Italia), desde el 7 de diciembre de 2020.
- Diócesis de Teano-Calvi y diócesis de Alife-Caiazzo (Italia), desde el 26 de febrero de 2021, y con la diócesis de Sessa Aurunca desde el 23 de febrero de 2023.
- Diócesis de Pozzuoli y diócesis de Isquia (Italia), desde el 22 de mayo de 2021.
- Diócesis de Pitigliano-Sovana-Orbetello y diócesis de Grosseto (Italia), desde el 19 de junio de 2021.
- Diócesis de Asís-Nocera Umbra-Gualdo Tadino y diócesis de Foligno (Italia), desde el 26 de junio de 2021.
- Arquidiócesis de Oristán y diócesis de Ales-Terralba (Italia), desde el 3 de julio de 2021.
- Diócesis de Ciudad Rodrigo y diócesis de Salamanca, desde el 15 de noviembre de 2021.
- Diócesis de Clonfert y diócesis de Galway y Kilmacduagh, desde el 11 de febrero de 2022.
- Diócesis suburbicaria de Porto-Santa Rufina y diócesis de Civitavecchia-Tarquinia, desde el 12 de febrero de 2022.
- Arquidiócesis de Turín y diócesis de Susa (Italia), desde el 19 de febrero de 2022.
- Diócesis de Frosinone-Veroli-Ferentino y diócesis de Anagni-Alatri (Italia), desde el 10 de noviembre de 2022.
- Arquidiócesis de Pésaro y arquidiócesis de Urbino-Urbania-Sant'Angelo in Vado (Italia), desde el 7 de enero de 2023.
- Arquidiócesis de Matera-Irsina y diócesis de Tricarico (Italia), desde el 4 de marzo de 2023.
- Diócesis suburbicaria de Frascati y diócesis suburbicaria de Velletri-Segni (Italia), desde el 12 de septiembre de 2023.
- Diócesis de Amos y diócesis de Rouyn-Noranda (Canadá), desde el 16 de septiembre de 2023.
- Diócesis de Pistoya y diócesis de Pescia (Italia), desde el 14 de octubre de 2023.
- Arquidiócesis de Capua y Diócesis de Caserta (Italia), desde el 11 de diciembre de 2023.
- Diócesis de San Benedetto del Tronto-Ripatransone-Montalto y Diócesis de Ascoli Piceno, desde el 2 de mayo de 2024.
- Diócesis de Achonry y Diócesis de Elphin, desde el 16 de febrero de 2025.
- Diócesis de Isernia-Venafro y Diócesis de Trivento (Italia), desde el 24 de febrero de 2025.

Otras uniones in persona episcopi en el pasado:
- Diócesis de Moosonee y diócesis de Hearst, finalmente se fusionaron el 3 de diciembre de 2018 creando la diócesis de Hearst-Moosonee.
- Arquidiócesis de Ottawa y diócesis de Alexandria-Cornwall, finalmente se fusionaron el 6 de mayo de 2020 creando la arquidiócesis de Ottawa-Cornwall.
- Diócesis de Mont-Laurier y diócesis de Saint-Jérôme (Canadá): desde el 1 de junio de 2020 hasta el 1 de junio de 2022, fecha en la que finalmente se fusionaron creando la diócesis de Saint-Jérôme-Mont-Laurier.
- Diócesis de Cúneo y diócesis de Fossano: desde el 1 de febrero de 1999 hasta el 1 de junio de 2023, fecha en la que finalmente se fusionaron creando la diócesis de Cúneo-Fossano.
- Arquidiócesis de Cardiff y diócesis de Menevia: desde el 27 de abril de 2022 hasta el 12 de septiembre de 2024, fecha en la que finalmente se fusionaron creando la arquidiócesis de Cardiff-Menevia.

- Datos: Q1409110